# 彼德奎斯塔
彼德奎斯塔是哥倫比亞的城市，位於該國東北部，由桑坦德省負責管轄，距離首府布卡拉曼加17公里，始建於1598年，面積344平方公里，海拔高度1,005米，2005年人口116,914。
7°05′N 73°00′W / 7.083°N 73.000°W